# Hydrelia centrata
Hydrelia centrata är en fjärilsart som beskrevs av Fabricius 1777. Hydrelia centrata ingår i släktet Hydrelia och familjen mätare. Inga underarter finns listade i Catalogue of Life.